# Johann Hagenauer (Politiker, 1909)
Johann Hagenauer (* 17. Juni 1909 in Puch bei Hallein; † 26. Jänner 1982 in Tamsweg) war ein österreichischer Politiker (ÖVP) und Kaufmann. Er war von 1968 bis 1970 Abgeordneter zum Nationalrat.
Hagenauer besuchte nach der Volksschule in Anif die Bürgerschule und absolvierte danach die Handelsschule in Salzburg sowie eine kaufmännische Ausbildung. Beruflich war er als kaufmännischer Angestellter sowie als aktiver Soldat im Bundesheer tätig. Er fungierte als Leiter des Arbeitsamtes Zell am See und arbeitete zwischen 1946 und 1968 als kaufmännischer Direktor und Leiter des Lungauer Wirtschaftsvereines in Tamsweg. Des Weiteren war Hagenauer Mitinhaber der Baustoffwerke Ramingstein und ab 1962 der Firma Hagenauer & Co. Hagenauer wurde der Berufstitel Kommerzialrat verliehen.
Politisch war Hagenauer ab 1949 als Bürgermeister von Tamsweg aktiv, zudem war er ab 1959 Obmann des Fremdenverkehrsgebietsverbandes Lungau-Radstädter Tauernpaß. Er vertrat die ÖVP zwischen dem 11. Oktober 1968 und dem 31. März 1970 im Nationalrat.